# Mourgona germaineae
Mourgona germaineae är en snäckart som beskrevs av Er. Marcus och Ev. Marcus 1970. Mourgona germaineae ingår i släktet Mourgona och familjen Caliphyllidae. Inga underarter finns listade i Catalogue of Life.